# 牛窓港
牛窓港（うしまどこう）は、岡山県瀬戸内市牛窓町牛窓にある地方港湾。港湾管理者は岡山県。港則法の適用港である。統計法に基づく港湾調査規則では乙種港湾に分類されている。

## 概要
岡山県東部の瀬戸内市の南端、旧牛窓町に位置し、瀬戸内海に面している。西側には鹿忍港が隣接していたが、地方港湾統合により当港に統合され、現在は東側の旧牛窓港が牛窓地区、西側の旧鹿忍港が鹿忍地区となっている。
牛窓港は「唐子の瀬戸」とも呼ばれ、古くから瀬戸内の要港として知られた。江戸時代には岡山藩により異国船遠見所や高灯籠などが整備され、朝鮮通信使や参勤交代の一行が寄港した。明治時代には岡山県下の主要港として発展したが、鉄道の開通により沿線から離れた牛窓港の地位は徐々に低下、当港への軽便鉄道の敷設も度々計画されたが実現しなかった。その後、昭和初期には埋立によって土地開発が行われ水産試験場、専売局倉庫などが設置され、戦後の高度成長期には県営桟橋、物揚場の新設など港湾施設の近代化が図られたが、港湾利用の減少は続き、現在は離島への交通拠点としての機能のほか、漁業による利用、マリンレジャーによる利用が主となっている。
鹿忍港は、江戸時代の天保年間に行われた干拓により塩浜として使用され、生産した塩の積出港となっていたが、工業化により製塩は行われなくなり、現在は塩田に海水を引き込んでいた水路跡が船だまりとして利用されている。
2015年度の発着数は46隻（18,841総トン）である。
港一帯は2018年（平成30年）3月24日にみなとオアシスの登録をしていて、瀬戸内市観光センター瀬戸内きらり館を代表施設とするみなとオアシス牛窓として観光拠点ともなっている。

## 航路
前島フェリーが前島へのフェリー航路を運航している。なお、前島の港湾も当港の港湾区域に含まれている。

### 前島フェリー

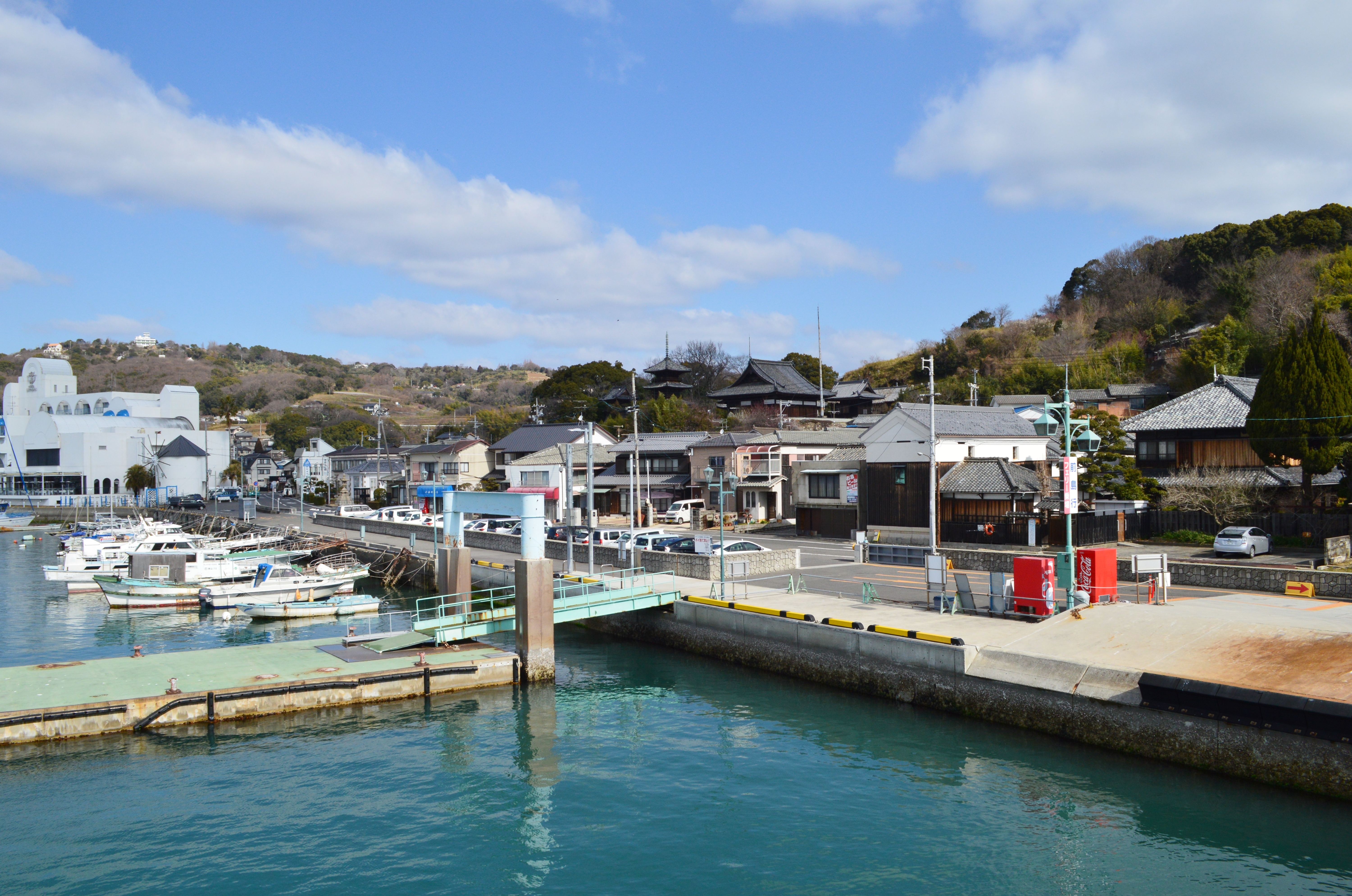
前島フェリー 牛島埠頭

- 牛窓港（牛窓地区） - 前島

所要時間5分、日中40分・朝夕30分 - 60分間隔で運航する。

## 港湾施設
- 牛窓ヨットハーバー - 1987年7月25日に開港したヨット専用の県営マリーナ。約460隻のヨット・クルーザーを収容可能な西日本最大級の施設である。
- 瀬戸内市観光センター瀬戸内きらり館
- 牛窓海遊文化館
- ザ・ホテルリマーニ&スパ - うしまど海の駅として海の駅に登録している。
- 瀬戸内市立美術館
- 牛窓オリーブ園